# Maria do Carmo de Noronha Camões e Albuquerque
Maria do Carmo de Noronha Camões e Albuquerque (Rio de Janeiro, 30 de agosto de 1813 - 15 de julho de 1833) foi a 7.ª Marquesa de Angeja e 10.ª Condessa de Vila Verde, herdeira da casa e títulos da mãe, de juro e herdade, em verificação de vida fora da Lei Mental, mercê concedida a seu avô, o 4.º Marquês de Angeja, pelo decreto de 14 de junho de 1801, e de que em virtude de prova perante o juízo das justificações, lhe foi confirmado por decreto de 15 de abril de 1828, durante o governo absoluto; marquesa parente pelos serviços de seu pai, tratamento e honra de que já gozavam seu pai e seu avô, por decreto de 11 de agosto de 1827.
Senhora das vilas de Angeja, Bemposta e parte da do Pinheiro; e da alcaidaria-mor de Vila Verde dos Francos; padroeira de Santa Maria de Vila Verde e de S. João da Praça de Lisboa, e da alcaidaria-mor de Terena; comendadeira da alcaidaria-mor do Torrão, e da comenda de Aljezur, ambas na Ordem de Santiago; comendadeira das comendas de Santa Maria de Alvarenga, de S. Pedro de Chide, de S. Salvador da Ribeira de Pena, de S. Tiago de Penamacor, e de S. Pedro da Veiga de Lila, todas na Ordem de Cristo, de que tinha mercê duma vida fora da Lei Mental, em cumprimento do decreto já citado, de 14 de junho de 1801, ficando ainda salva, e por cumprida a mercê de uma outra vida fora da Lei Mental, tanto nos títulos como nos bens da coroa e ordens que andam na Casa de Angeja, e fora concedida ao 3.º marquês D. Pedro José de Noronha, por decreto de 10 de maio de 1786.
Morreu de desgosto com apenas 19 anos, apos ter sido encarcerada por ordem de D.Miguel, somente por ser noiva de Dom Carlos de Mascarenhas.
Nela ficou extinta a linha da varonia da casa de Angeja, ficou extinto o direito à continuação do titulo de Marquês de Angeja de juro e herdade, e à praxe da continuação das honras de parente. 0 título só foi depois concedido em duas vidas a seu primo afastado D. Caetano Gaspar de Noronha, 3.º conde de Peniche, em 1870.
Tinha uma irmã, filha bastarda do pai, D. Maria Rita de Noronha, nascida no Brasil, legitimada pelo alvará de 28 de maio de 1815 e agraciada com o título de viscondessa de Aljezur. Casou com súbdito brasileiro Francisco de Lemos de Faria Pereira Coutinho, Conde de Aljezur em Portugal pelo casamento, e veador da falecida imperatriz do Brasil, título concedido por D. Pedro V de Portugal pelo decreto de 15 de setembro e carta de 23 de outubro de 1858, sendo Pereira Coutinho na data autorizado a usar o título. Foi mais tarde foi elevado a conde pelo decreto de 10 de abril de 1878.